# Герб Герцаевского района
Герб Герцаевского района (укр. Герб Герцаївського району) — официальный символ упразднённого Герцаевского района Черновицкой области Украины, утвержденный 13 марта 2013 года районным советом VI созыва.

## Описание
Щит разделенный на три части. На первой красной части изображен серебряный кадуцей. На второй лазурной собор. На третьей, зеленой, золотая флейта-най. Щит увенчан золотой короной и окаймлен венком из пшеницы, кукурузы и буковых веточек с орешками. На лазурной девизной ленте золотая надпись "Герцаевский район".